# La Mare de Déu de la Tosca
La Mare de Déu de la Tosca és un santuari del terme municipal de Castellcir, a la comarca del Moianès. És a l'enclavament de la vall de Marfà. Està situat a la dreta de la riera de Marfà, a llevant de la casa de Marfà. És en el paratge de la Tosca, a prop i al sud-oest del Molí de Brotons. Podria ser l'església de Santa Maria de les Illes, documentada el 1062.